# 羅納德嶺
79°37′S 83°20′W / 79.617°S 83.333°W
羅納德嶺（英語：Ronald Ridge）是南極洲的山嶺，位於埃爾斯沃思地，處於唐納德嶺以西1.9公里，屬於先驅高地的一部分，美國地質調查局根據測量和該國海軍的空中照片繪入地圖，現時由南極條約體系管理。